# Haarlemmerplein 1
Haarlemmerplein 1 te Amsterdam is een gebouw aan het Haarlemmerplein te Amsterdam, het langste deel van de staat aan de Haarlemmerdijk 177-179. Haarlemmerplein 1 geeft toegang tot de woningen, de adressen aan de Haarlemmerdijk tot het winkelgedeelte.
De firma van Gerhardus Bernardus Nagel had hier een gebouw in eigendom verkregen en met het toenmalige pand kon hij zijn bedrijf in manufacturen niet uitoefenen. Het gebouw was een grotendeels wit bepleisterd gebouw van drie verdiepingen en kap. Het bedrijfsgedeelte was toen al in gebruik geweest als kappersbedrijf, rijwielhandel (met reclame "Unique & Unity") en café en damgelegenheid (damclub "Gezellig Samenzijn") "De Gouden Leeuw". Nagel gaf daarop architect Jan Kuijt, Paleisstraat 8, opdracht om een nieuw gebouw te ontwerpen met als bestemming winkelhuis en drie bovenwoningen. Overigens woonde die Nagel om de hoek, Korte Marnixkade 4. In juli 1920 was het ontwerpstadium afgerond en de Gemeente Amsterdam kreeg de vraag om toestemming op het complex te herbouwen. 
Kuijt kwam met een gebouw in de eclectische stijl dat boven de winkeletage drie woonetages kent en nog een kap heeft. Aan beide straatzijden is een moderne klokgevel geplaatst. Die mengstijl heeft op sommige plekken kenmerken van de Amsterdamse School met name in het rechter deel van de gevel aan het Haarlemmerplein en de raampjes, sculpturen en hijsbalken in de klokgevels. Het gebouw heeft ten opzichte van de omliggende gebouwen een groot bouwvolume; het stak bij oplevering ruim boven de aanpalende gebouwen aan het plein uit. Het gebouw werd na verloop van tijd tot gemeentelijk monument verklaard.
Na het vertrek van de manufacturenwinkel kreeg het bedrijfsgedeelte diverse bestemmingen. Zo zat er in 1981 een Meubelhuis (de Wereld) en in 2012 een zonnecentrum (Sundays) in.

## Afbeelding

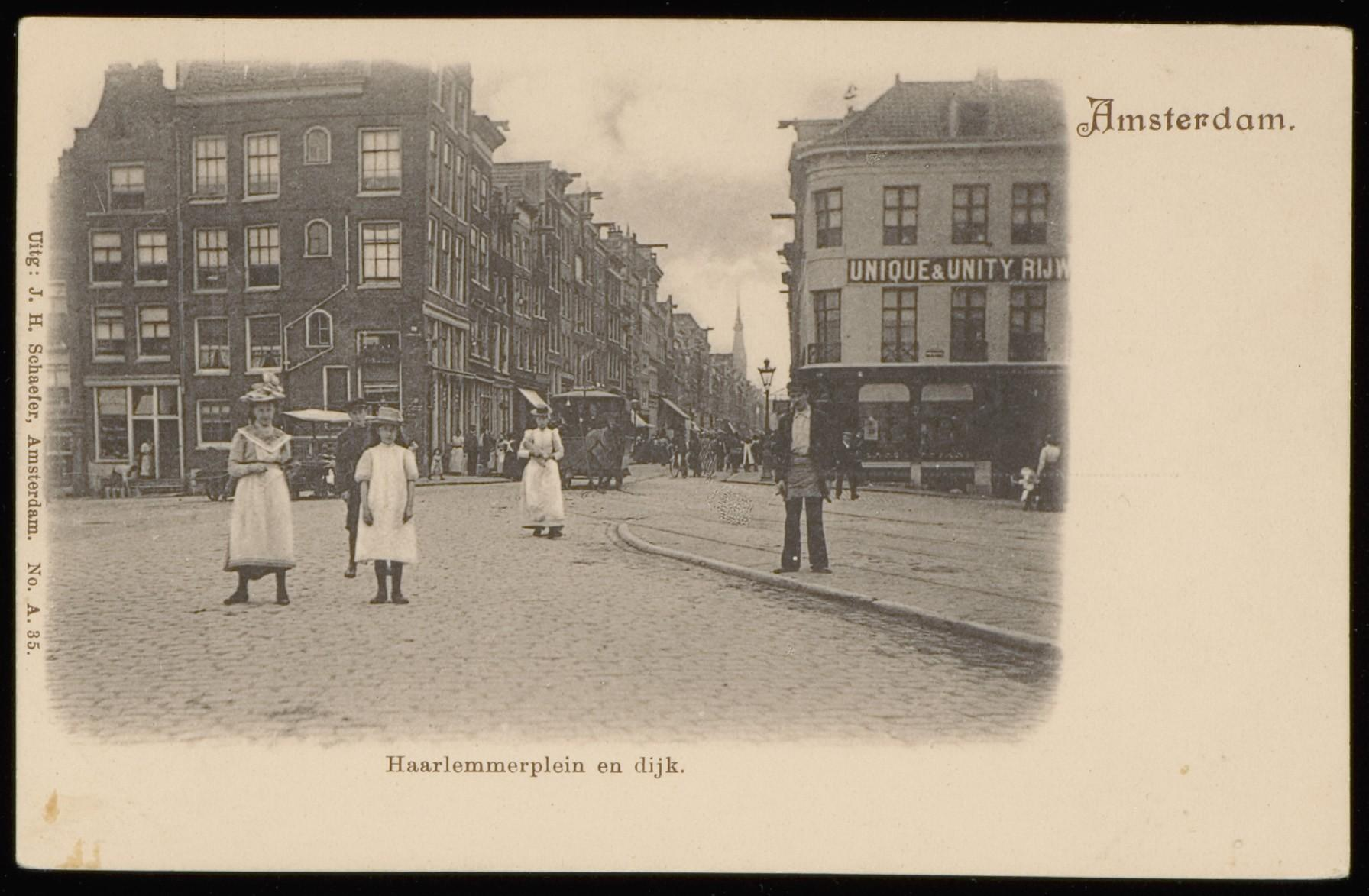
Haarlemmerplein 1 rechts van de ingang Haarlemmerdijk (circa 1895)